# Zamecznik (wzniesienie)
Zamecznik – wzniesienie o wysokości 144,7 m n.p.m. na Pojezierzu Ińskim, położone w woj. zachodniopomorskim, w powiecie łobeskim, w gminie Węgorzyno. 
Teren wzniesienia jest objęty obszarem specjalnej ochrony ptaków Ostoja Ińska.
Przy południowym zboczu Zamecznika przebiega linia kolejowa nr 210. Ok. 0,8 km na północ od wzniesienia znajduje się jezioro Brzeźno.
Nazwę Zamecznik wprowadzono urzędowo w 1955 roku, zastępując poprzednią niemiecką nazwę Schloß-Berg.